# Зоринівка
Зорині́вка (станція Зоринівка — 1878, село Зоринівка — 1927) — село в Україні, у Міловській селищній громаді Старобільського району Луганської області. Населення становить 480 осіб (2001).

## Географія
Село Зоринівка розташоване за 171 км від обласного центру, 109 км від районного центру та за 15 км від адміністративного центру селищної громади. У селі розташований пункт пропуску на українсько-російському державному кордоні Заринівка — Тарасово-Мєловське.

## Історія
В 2017 році в селі було зачинено залізничну станцію «Зоринівка». В результаті чого населення села значно зменшилось. 
12 червня 2020 року, в ході децентралізації, село увійшло до складу Міловської селищної громади.
24 лютого 2022 року російське вторгнення в Україну почалося за півтори години до цього в селі Зоринівка, що на українсько-російському державному кордоні. Саме тут російські диверсанти вбили першу жертву повномасштабної війни — прикордонника Дениса Ткача, аза пів години обстріляли сусіднє селище Мілове, і туди увійшли російські танки. Начальником прикордонного відділу був Андрій Лернатович.

## Населення
За даними перепису 2001 року населення села становило 480 осіб, з них 59,38 % зазначили рідною мову українську, а 40,63 % — російську.
Станом на 2021 рік за словами місцевих в селі проживає до 100-150 осіб на основі постійного проживання. 